# Haftwasser
Haftwasser bezeichnet im Boden entgegen der Schwerkraft gehaltenes Wasser, das in Poren kleiner 10 µm durch die Oberflächenspannung des Wassers haften bleibt. Dies sind grob betrachtet die Mittel- und Feinporen des Bodens.
Haftwasser stellt die Bodenfeuchte im engeren Sinne dar. Der Begriff Bodenwasser umfasst dagegen auch den Anteil eines wassergesättigten Bodens, der als Sickerwasser abfließen kann.
Zum Haftwasser zählt man das Kapillarwasser, das durch Menisken (konkav gewölbte Wasseroberflächen) gehalten wird, und das Adsorptionswasser, das an der Oberfläche von Bodenpartikeln angelagert ist, ohne Menisken zu bilden. Wasser in Feinporen wird so stark gebunden, dass es von Pflanzen kaum aufgenommen werden kann (Totwasser). Dagegen ist das in den Mittelporen befindliche Wasser pflanzenverfügbar und stellt das Maß für die Wasserverfügbarkeit eines Standorts dar (nutzbare Feldkapazität). Das Haftwasser nutzen Pflanzen in Trockenperioden für ihre Wasserversorgung bis zum „Welkepunkt“.

## Haftwassergehalt in Böden
Je mehr oberflächenaktive und poröse organische Substanz im Boden vorhanden ist, umso mehr Haftwasser besitzt er, denn Humuskolloide binden mehr Haftwasser als Tonminerale.
Böden mit eher feiner Textur, also ton- oder schluffreiche Böden, weisen mehr Haftwasser auf als sandige, in denen das meiste Wasser versickert. In extrem schluffigen Böden kann so viel Wasser in den Mittelporen gebunden werden, dass es zu Bedingungen wie unter Staunässe mit Hydromorphiemerkmalen (Rostflecken) kommt. Dies ist bei Böden des Typs Haftnässepseudogley der Fall.